# Kleingebiet Kalocsa
Das Kleingebiet Kalocsa (ungarisch Kalocsai kistérség) war bis Ende 2012 eine ungarische Verwaltungseinheit (LAU 1) innerhalb des Komitats Bács-Kiskun in der Südlichen Großen Tiefebene. Im Zuge der Verwaltungsreform von 2013 bildeten alle 20 Gemeinden zusammen mit der Gemeinde Újsolt aus dem Kleingebiet Kunszentmiklós den Kreis Kalocsa (ungarisch Kalocsai járás).
Das Kleingebiet hatte 50.847 Einwohner (Ende 2012) auf einer Fläche von 1029,29 km² und umfasste 20 Gemeinden.
Der Verwaltungssitz war in Kalocsa.

## Städte
- Hajós (3.115 Ew.)
- Kalocsa (16.552 Ew.)
- Solt (6.488 Ew.)

## Gemeinden
| Bátya | Drágszél   | Dunapataj | Dunaszentbenedek | Dunatetétlen | Dunsnok |
| Fajsz | Foktő      | Géderlak  | Harta            | Homokmégy    | Miske   |
| Ordas | Öregcsertő | Szakmár   | Újtelek          | Uszód        |         |

Koordinaten: 46° 35′ N, 19° 3′ O